# An Inconvenient Truth
An Inconvenient Truth (Engels voor: een ongemakkelijke waarheid) is een Amerikaanse documentairefilm over de opwarming van de Aarde, geregisseerd door Davis Guggenheim en gepresenteerd door Al Gore, voormalig vicepresident van de Verenigde Staten. De film werd uitgebracht in mei 2006 en is grotendeels gebaseerd op een multimediapresentatie die Gore al vele jaren geeft als een onderdeel van zijn milieucampagne. Gore schreef ook een boek met dezelfde titel.
Op 25 februari 2007 kreeg de film van Gore de Oscar voor Beste Documentaire en een voor het beste lied. De documentaire heeft bijgedragen aan het klimaatbewustzijn in de wereld en is een inspiratiebron voor vele politici en bedrijfsleiders. Hij kreeg echter ook kritiek, omdat Gore in sommige passages effecten van klimaatverandering overdreef (naar maatstaf van de toen geldende wetenschappelijke inzichten) of weersverschijnselen toeschreef aan klimaatverandering zonder dat daar voldoende bewijs voor was. Scholieren uit diverse landen mochten de film gratis bezoeken.

## Inhoud
An Inconvenient Truth is de gefilmde presentatie waarmee Al Gore de wereld rondtrok om zijn ongerustheid te ventileren over klimaatverandering en het bagatelliseren van de risico's door politici. Hij gebruikt daarvoor indringende beelden van gevolgen van orkanen, wegsmeltende gletsjers, ijskappen die in zee storten op Groenland de Zuidpool en effecten van verdroging en verwoestijning. Met een kaart laat hij zien dat ongeveer de helft van Nederland onder water zou verdwijnen als gevolg van de opwarming van de Aarde. Hij toont met een grafiek de vervroeging van de lente in Nederland en de gevolgen voor insektenetende vogels daar.
Gore visualiseert de toename van de temperatuur en CO2-concentratie in de afgelopen 650.000 jaar en de extreme toename de laatste jaren door op een hoogwerker de verwachte concentratie aan te wijzen. Meestal schommelde de CO2-concentratie tussen de 180 en 280 ppm (0,018-0,028 volume%): het verschil tussen wel of geen ijstijd. Maar sinds het begin van de industriële revolutie gaat de curve bijna loodrecht omhoog naar het toenmalige niveau: 380 ppm. Als we doorgaan met emissies van CO2 op de huidige voet zal de concentratie over 50 jaar uitkomen op 600 ppm. De hoogwerker staat dan op zo'n 5 meter.

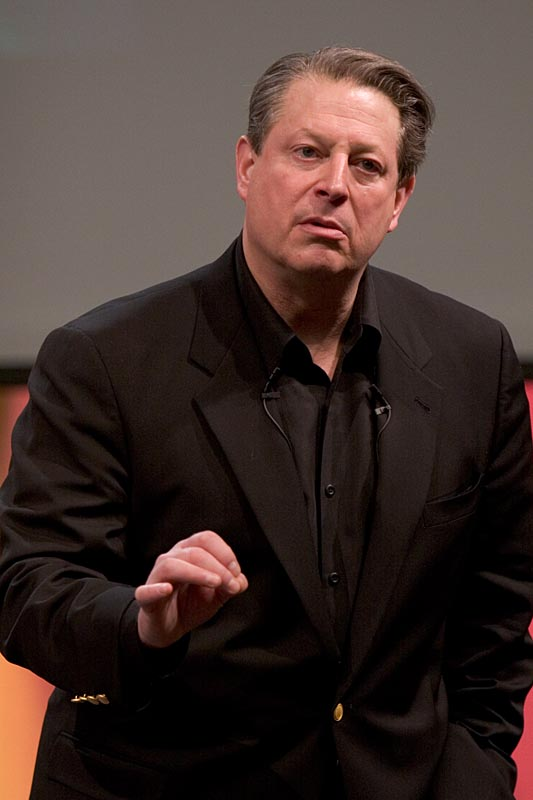
Al Gore tijdens een presentatie over klimaatverandering.

Hij gebruikt ook voorbeelden uit zijn persoonlijke leven om zijn punt te maken, zoals zijn colleges van de klimaatexpert Roger Revelle aan de Harvard-universiteit, de dood van zijn zus aan longkanker en het bijna-fatale auto-ongeluk van zijn zoon. Ook refereert hij aan zijn verloren race om het presidentschap tegen George W. Bush: 'Ik was destijds de volgende president van de Verenigde Staten'.
Gore waarschuwt met zijn film vooral ook voor de politieke consequenties van klimaatverandering. Doordat bijvoorbeeld laagliggende gebieden vaker zullen overstromen zouden er 100 miljoen mensen op de vlucht kunnen slaan. Al Gore meent dat het beleid kan veranderen en de technologie al beschikbaar is om dit tegen te gaan. Dit maakt van hem geen doemdenker. Op het einde van de film vraagt Gore de kijkers politici aan te sporen tot actie.

## Maatschappelijke invloed
An Inconvenient Truth en het bezoek van Al Gore in 2006 heeft veel invloed gehad op het klimaatbewustzijn in de wereld. Bijvoorbeeld Tony Blair en Jan Peter Balkenende lieten zich inspireren door de film. Ook TNT-bestuursvoorzitter Peter Bakker, Michiel de Haan van BCC, en de Rabobank raakten geïnspireerd.

## Kritiek

### Positief
Het KNMI meldde over An Inconvenient Truth dat de strekking van de film in overeenstemming is met de KNMI klimaatscenario's en dat in "het algemeen de klimaatproblematiek op een wetenschappelijk verantwoorde wijze (wordt) uitgedragen". Soms wordt echter de suggestie gewekt dat extreme weersverschijnselen als overstromingen, droogtes en langdurige hittegolven direct verband hebben met het versterkte broeikaseffect. Hier zou volgens het KNMI wel enige nuance op zijn plaats zijn. Het MNP meldde: "Vanuit wetenschappelijk standpunt schetst de film een redelijk volledig en afgewogen beeld, maar hij gaat op een aantal punten wat kort door de bocht en besteedt weinig aandacht aan de onzekerheden: oorzaak en gevolg in de reconstructie van CO2-concentratie en temperatuur is niet zo evident als Al Gore suggereert." Ook andere klimaatdeskundigen onderschrijven dat de meeste beweringen die Gore doet in overeenstemming zijn met wetenschappelijke inzichten over het klimaatsysteem.
In 2009 is The Age of Stupid uitgebracht. Deze film gebruikt veel van de feiten die Al Gore aanreikt, om te laten zien waar het met de aarde heen kán gaan. Niet als wetenschappelijk bewezen feit, maar veel meer als een logisch gepresenteerde consequentie van de huidige inconsequenties in ons klimaatsysteem. Zij laat zien wat het gevolg kán zijn voor de aarde, als "Global Warming" los komt te staan van de door de mens veroorzaakte factoren als broeikasgassen (zoals veeteelt) en CO2-uitstoot.

### Negatief
De documentaire toont onder andere fictieve beelden. Een scène van antarctisch ijs uit de bioscoophit The Day After Tomorrow wordt in de documentaire gebruikt om de opwarming van de aarde aan te tonen. De scène is echter het resultaat van digitale special effects. Een ander punt van kritiek is dat in de film wordt vermeld dat de besneeuwde top van de Kilimanjaro verdwijnt door het opwarmen van de Aarde. De sneeuw is echter grotendeels gerijpt onder invloed van de zon en niet door de temperatuurstijging. Verder vermeldt de film het opdrogen van het Tsjaadmeer. Het is waarschijnlijk dat het opdrogen het resultaat is van andere factoren dan de opwarming van het klimaat, zoals bevolkingstoename, overbegrazing en regionale klimaatvariatie. Zaken die overigens ook in de documentaire worden genoemd als oorzaak: excessieve bevolkingsgroei en zeer intensieve landbouw.
De documentaire suggereert dat de orkaan Katrina en de daardoor veroorzaakte overstroming van New Orleans een gevolg is van de opwarming van de Aarde. Daar is echter geen bewijs voor, hoewel er aanwijzingen zijn dat orkanen krachtiger worden als de zeewatertemperatuur toeneemt. Gore beschrijft in de film de ramp als honderden miljoenen mensen zouden moet vluchten als het zeewater zeven meter zou stijgen. Een dergelijke stijging is niet realistisch in de komende eeuw, maar wel in de eeuwen daarna. Het IPCC voorziet een stijging tussen 18 en 59 cm van 1990 tot 2100. Andere kritiek is dat de documentaire vermeldt dat koraalriffen bleken door temperatuurstijging. Het toenmalige rapport van het Intergovernmental Panel on Climate Change (IPCC) ging echter niet verder dan dat, indien de temperatuur 1 tot 3 graden zou stijgen, er een toename van de bleking en sterfte van koraal zou kunnen optreden, tenzij het koraal zich zou kunnen aanpassen. Het onderscheid tussen de gevolgen van opwarming en de gevolgen van overbevissing en vervuiling (onder andere verzuring door CO2) was moeilijk te maken. Gore zegt in de film dat bewoners van laag gelegen atollen in de Stille Oceaan moesten verhuizen. Klimaatontkenners beweerden echter dat de problemen van deze eilanden onder andere konden toegeschreven worden aan het gebruik van dynamiet bij de visvangst. Ook tektonische plaatbeweging kon een mogelijke andere oorzaak zijn.
Gore zegt in de film dat het gevaar bestaat dat de warme golfstroom zou kunnen stoppen, wanneer de permafrost in Groenland wegsmelt. Volgens het toenmalige IPCC-rapport was dat onwaarschijnlijk, hoewel de mogelijkheid bestaat dat de golfstroom vertraagt. Hij toont verder in een grafiek dat er een "exacte fit" is tussen de historische stijging van de CO2-concentratie in de atmosfeer en de temperatuurstijging. "Als er meer CO2 is wordt het warmer, omdat het de hitte van de zon vasthoudt." Er is weliswaar een relatie, maar die is niet zo precies. In de film zegt Gore dat men voor het eerst verdronken ijsberen heeft gevonden omdat ze te ver moesten zwemmen om ijs te vinden. De betreffende studie neemt echter aan dat ze verdronken zijn als gevolg van een storm.
Onder andere wegens bovengenoemde simplificaties van wetenschappelijke inzichten bepaalde een rechter in Groot-Brittannië, naar aanleiding van een proces tegen de verplichte vertoning van de film op Britse middelbare scholen in oktober 2007, dat de film alleen op scholen vertoond mag worden als de docenten daarbij de wetenschappelijk context van de film uitleggen en andere aanwijzingen geven die erbij moeten worden geleverd.
In maart 2007 werd een tegendocumentaire onder de naam The Great Global Warming Swindle uitgebracht, die een groot aantal wetenschappelijke inzichten over de opwarming van de Aarde foutief ter discussie stelt.
Eveneens in 2007 kwam de documentaire Meat the Truth uit, waarin kritiek wordt geuit op Al Gore omdat hij een van de belangrijkste oorzaken van klimaatopwarming geheel buiten beschouwing had gelaten: de bio-industrie.

## Prijzen
- Academy Award:
  - Beste Documentaire
  - Beste Originele Lied
- Al Gore won naar aanleiding van zijn klimaatcampagne, waar deze film een onderdeel van is, in 2007 de Nobelprijs voor de Vrede

## Sequel: Truth to Power
De documentaire kreeg een vervolg met An Inconvenient Sequel: Truth to Power, een Amerikaanse concertfilm/documentaire uit 2017, geregisseerd door Bonni Cohen en Jon Shenk, over de verdere inzet van Al Gore om regeringsleiders over te halen te investeren in hernieuwbare energie, aansluitend op de verbintenissen van het Akkoord van Parijs van 2015. De film werd uitgebracht op 28 juli 2017, door Paramount Pictures, en boekte wereldwijd een brutowinst van ruim 5 miljoen dollar.